# Осокин, Алексей Николаевич
Алексей Николаевич Осокин (2 сентября 1989, Карцаг, Венгрия — 3 марта 2022, Гостомель, Украина) — российский офицер Воздушно-десантных войск Российской Федерации, майор, командир 2-го десантно-штурмового батальона 31-й отдельной гвардейской десантно-штурмовой бригады. Участник вторжения на Украину. Герой Российской Федерации (2022).

## Биография
Родился 2 сентября 1989 года в городе Карцаг в Венгрии в семье советского военнослужащего. Обучался в школе села Лебяжье Камышинского района Волгоградской области, где до 2004 года проходил службу его отец. В 2004 году вся семья переехала на постоянное место жительство в Орехово-Зуево Московской области, Алексей же поступил на обучение в Ульяновское гвардейское суворовское военное училище.
С 2007 года находился в Вооружённых силах Российской Федерации, поступил в Рязанское высшее воздушно-десантное командное училище. Проходил обучение во 2-й роте. Увлекался гиревым спортом, пулевой стрельбой. Дважды принимал участие в параде Победы на Красной площади в Москве. В 2012 году окончил обучение с отличием.
После обучение направлен для прохождения службы в 31-й отдельной гвардейской десантно-штурмовой бригаде в городе Ульяновске. Два года занимал должность командира взвода. Участвовал в аннексии Крыма Российской Федерацией. В 2014 году был переведён в 51-й гвардейский парашютно-десантный полк имени Дмитрия Донского. В том же году назначен командиром роты 137-го гвардейского парашютно-десантного Рязанского ордена Красной Звезды Кубанского казачьего полка в городе Рязани. Далее был назначен заместителем командира батальона 137-го полка. В 2019 и 2020 годах дважды направлялся в командировку для выполнения боевых задач на территории Сирии. В сентябре 2021 года возвратился в Ульяновск, где назначен командиром десантно-штурмового батальона 31-й отдельной десантно-штурмовой бригады.
С 24 февраля 2022 года принимал участие во вторжении России на Украину. По утверждению МО РФ, в первый день вторжения с вертолёта десантировался в аэропорту Гостомеля Киевской области и несколько дней участвовал в боях. Согласно российской официальной версии, 3 марта 2022 года при выполнении задачи был тяжело ранен снайпером, но продолжал эвакуировать боевых товарищей. В медпункте аэродрома Гостомеля скончался от ранений.
Похоронен на федеральном военном мемориале «Пантеон защитников Отечества» в городе Мытищи Московской области.
Указом Президента Российской Федерации (закрытым) от 11 июня 2022 года «за мужество и героизм, проявленные при исполнении воинского долга», гвардии майору Осокину Алексею Николаевичу было посмертно присвоено звание «Герой Российской Федерации».

## Память
- 2 августа 2022 года на жилом доме № 18 по улице Северной города Орехово-Зуево была установлена и торжественно открыта мемориальная доска в память об Осокине[7].
- В г Орехово-Зуево открыт музей Героя России Алексея Осокина.
- В Парке 30-я Победы в ВОВ г. Орехово-Зуево установлен бюст Герою России Алексею Осокину
- Навечно зачислен в списки 5-й роты Ульяновского гвардейского суворовского военного училища.